# Leptodactylus viridis
Leptodactylus viridis é uma espécie de anfíbio  da família Leptodactylidae.
É endémica do Brasil.
Os seus habitats naturais são: florestas subtropicais ou tropicais húmidas de baixa altitude, campos de gramíneas subtropicais ou tropicais secos de baixa altitude, marismas intermitentes de água doce e pastagens.
Está ameaçada por perda de habitat.